# Accords de Zurich et de Londres

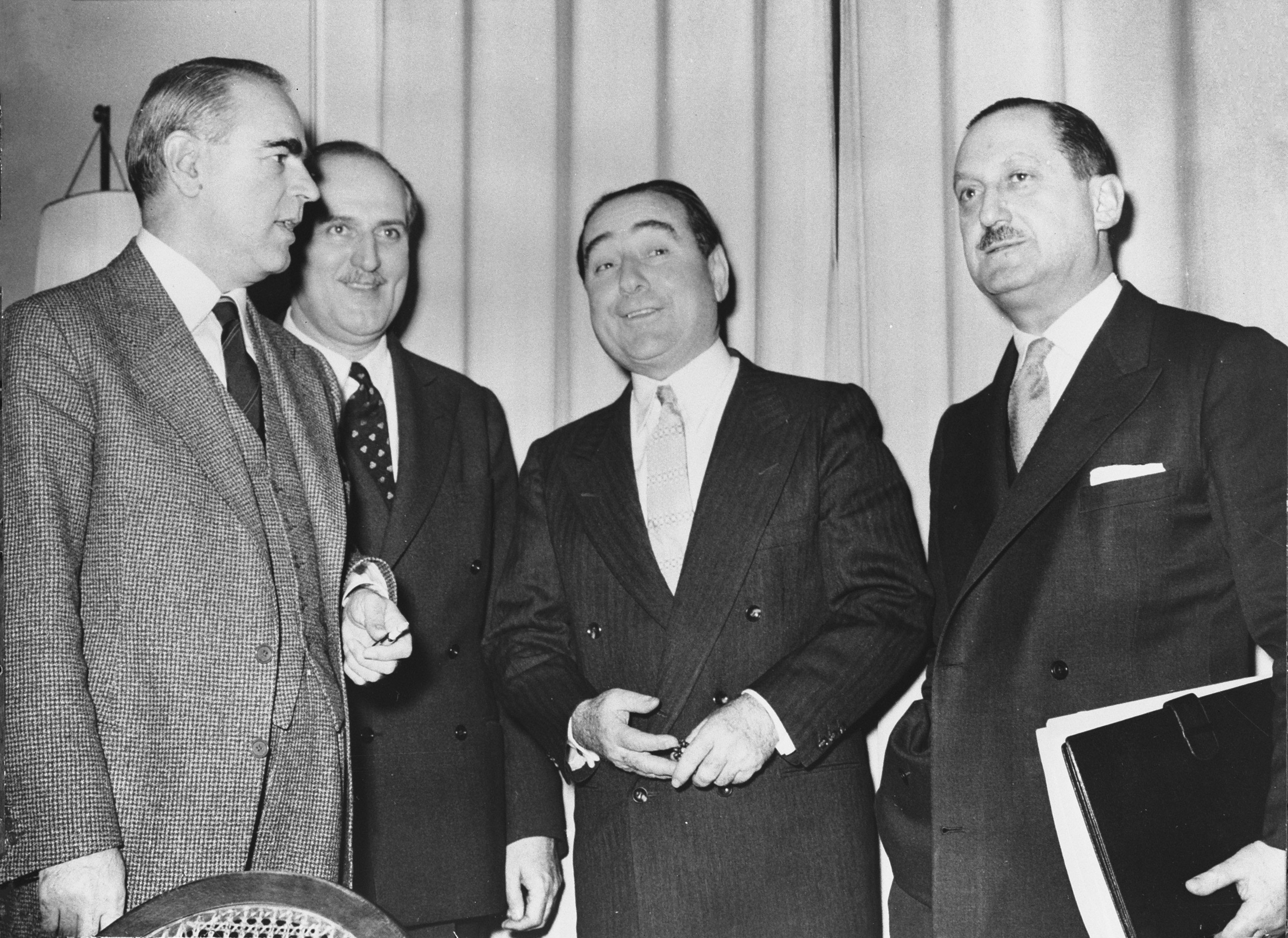
De gauche à droite : le Premier ministre grec Karamanlís, le ministre turc des Affaires étrangères Zorlu, le Premier ministre turc Menderes et le ministre grec des Affaires étrangères Evángelos Avéroff lors des négociations à Zurich.

Les « accords de Zurich et de Londres » sont un groupe de documents adoptés par les autorités s'impliquant dans les affaires chypriotes lors de la période entourant l'indépendance de l'île.

## Contexte historique
Le 11 février 1959, les dirigeants chypriotes des deux communautés (menés par Mgr Makarios III pour les Chypriotes grecs et le Dr Fazıl Küçük pour les Chypriotes turcs) rencontrent les premiers ministres de la Grèce, Konstantínos Karamanlís, et de la Turquie, Adnan Menderes lors de la conférence de Zurich. Ils valident trois documents communément appelés ultérieurement les « accords de Zurich et de Londres ». Le 17 février, le gouvernement britannique donne son accord sur le principe de transfert de souveraineté de la totalité du territoire au gouvernement de la république de Chypre - lors de l'indépendance de l'île - à l'exception des deux bases militaires d'Akrotiri et Dhekelia qui conservent un statut spécifique, de même que les ressortissants britanniques. Toute revendication politique en faveur de l'Énosis ou de Taksim doit être abandonnée.

## Traité de Zurich - Londres

### Structure fondamentale de Chypre
Le texte, composé de 26 points suivis d'une annexe, détaille l'organisation politique et constitutionnelle de la république de Chypre. Certains éléments servent de base à l'élaboration de la future Constitution de 1960.

### Traité de garantie
Le traité de garantie est un accord signé entre le Royaume-Uni, la Turquie et la Grèce, le 16 août 1960 à Nicosie. Par cet accord, le Royaume-Uni officialise l'indépendance de l'île de Chypre qui eut lieu le même jour, et l’abandon de toute prétention territoriale future. Les trois États deviennent garants de l'équilibre constitutionnel de la république de Chypre. Le traité accorde, en particulier, un droit d'intervention militaire, sous certaines conditions, aux trois puissances garantes, pour rétablir l'ordre constitutionnel si celui-ci venait à être modifié.

### Traité d'alliance entre la république de Chypre, la Grèce et la Turquie
Le traité met en place les actions à mener afin de répondre aux points énoncés dans le traité de garantie ; il prévoit ainsi la mise en place d'un quartier général tripartite (Chypriote, Grec et Turc) et l'envoi de forces militaires grecques et turques afin de former la Garde nationale chypriote. Plus tard, une force permanente grecque (appelée ELDYK) et une autre turque (KTBK) s'installent et le commandement allié est dissous.